# لئونید میخلسون
لئونید میخلسون (به روسی: Леонид Викторович Михельсон) (زاده ۱۱ اوت ۱۹۵۵) کارآفرین و مدیر اجرایی روسی است، که در حال حاضر به‌عنوان مدیر عامل اجرایی و رئیس هیئت مدیره شرکت نوواتک فعالیت می‌نماید. وی در سال ۲۰۱۷ بعنوان ثروتمندترین فرد روسیه شناخته شد.